# (2458) Veniakaverin
(2458) Veniakaverin es un asteroide perteneciente al cinturón de asteroides, descubierto el 11 de septiembre de 1977 por Nikolái Stepánovich Chernyj desde el Observatorio Astrofísico de Crimea (República de Crimea).

## Designación y nombre
Designado provisionalmente como 1977 RC7. Fue nombrado Veniakaverin en honor al escritor ruso Veniamín Kaverin.